# Algemene verkiezingen in Liberia (1967)

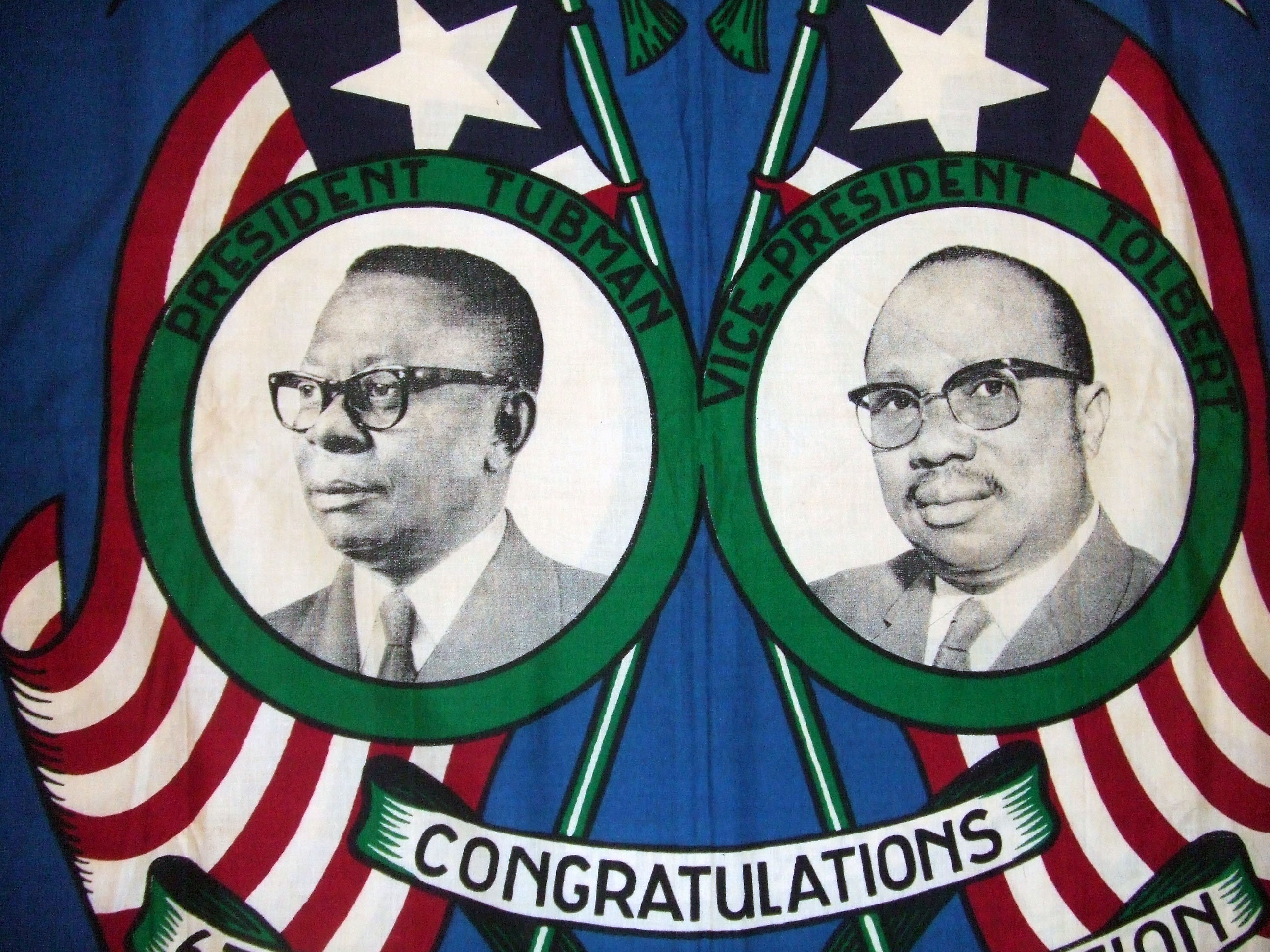
President William Tubman en vicepresident William Tolbert.

De algemene verkiezingen in Liberia van 1967 vonden plaats op 2 mei van dat jaar. William Tubman werd voor de zesde keer op rij tot president gekozen; er was geen tegenkandidaat. Vicepresident William Tolbert werd eveneens herkozen. Naast presidentsverkiezingen vonden er ook parlementsverkiezingen plaats, hierover ontbreken de exacte cijfers. Wel is bekend dat alle zetels in het Huis van Afgevaardigden en de Senaat werden gewonnen door de True Whig Party, de de facto enige partij in het land sinds 1883.

## Presidentsverkiezingen
| Kandidaat                       | Kandidaat           | Partij          | Stemmen | %      |
| ------------------------------- | ------------------- | --------------- | ------- | ------ |
|                                 | William V.S. Tubman | True Whig Party | 566.684 | 100,00 |
| Tegen                           |                     |                 |         |        |
| Totaal                          | Totaal              | Totaal          | 566.684 | 100,00 |
|                                 |                     |                 |         |        |
| Geregistreerde kiezers/ opkomst |                     |                 |         |        |
| Bron: AED                       |                     |                 |         |        |

William V.S. Tubman: 566.684 stemmen
Tegen: —

## Parlementsverkiezingen

### Huis van Afgevaardigden
| Partij                            | Partij          | Zetels | %      |
| --------------------------------- | --------------- | ------ | ------ |
|                                   | True Whig Party | 41     | 100,00 |
| Totaal                            | Totaal          | 41     | 100,00 |
|                                   |                 |        |        |
| Geldige stemmen                   |                 |        |        |
| Ongeldige stemmen/ blanco stemmen |                 |        |        |
| Geregistreerde kiezers/ opkomst   |                 |        |        |
| Bron: Jakande                     |                 |        |        |

### Senaat
| Partij                            | Partij          | Zetels | %      |
| --------------------------------- | --------------- | ------ | ------ |
|                                   | True Whig Party | 18     | 100,00 |
| Totaal                            | Totaal          | 18     | 100,00 |
|                                   |                 |        |        |
| Geldige stemmen                   |                 |        |        |
| Ongeldige stemmen/ blanco stemmen |                 |        |        |
| Geregistreerde kiezers/ opkomst   |                 |        |        |
| Bron: Jakande                     |                 |        |        |